# Xã Red Lake Falls, Quận Red Lake, Minnesota
Xã Red Lake Falls (tiếng Anh: Red Lake Falls Township) là một xã thuộc quận Red Lake, tiểu bang Minnesota, Hoa Kỳ. Năm 2010, dân số của xã này là 201 người.